# Lynna Irby
Lynna Irby, född 6 december 1998, är en amerikansk kortdistanslöpare.

## Karriär
Vid OS i Tokyo 2021 tog Irby två medaljer. Hon fick en guldmedalj i stafetten på 4×400 meter och en bronsmedalj i mixstafetten på 4×400 meter efter att ha sprungit i försöksheatet i båda grenarna. I februari 2022 tog Irby guld på 400 meter vid amerikanska inomhusmästerskapen i Spokane efter ett lopp på 51,88 sekunder. Månaden därpå tävlade hon vid inomhus-VM i Belgrad. Irby blev då utslagen i försöksheatet på 400 meter samt var en del av USA:s stafettlag som slutade på fjärde plats på 4×400 meter.

## Tävlingar

### Nationella
| - Amerikanska friidrottsmästerskapen / OS-uttagningarna (utomhus): - 2022: Brons – 400 meter (50,67 sekunder, Eugene) | - Amerikanska friidrottsmästerskapen (inomhus): - 2022: Guld – 400 meter (51,88 sekunder, Spokane) |

## Personliga rekord
| Utomhus - 100 meter – 11,14 (Nashville, 5 juni 2022) - 200 meter – 22,25 (Knoxville, 13 maj 2018) - 400 meter – 49,80 (Eugene, 9 juni 2018) | Inomhus - 60 meter – 7,31 (Clemson, 9 februari 2018) - 200 meter – 22,55 (College Station, 10 mars 2018) - 400 meter – 50,62 (College Station, 25 februari 2018) |